# 以色列王國 (前期)

以色列王國在約公元前1020年的領土範圍以藍色標示

以色列王國（希伯來語：ממלכת ישראל המאוחדת），又稱希伯來王國，據《聖經》記載，歷經掃羅、大衛、所羅門等三王，存在了三代，先後定都於基比亞、希伯侖、耶路撒冷。但所羅門在位晚期背離了耶和華，在所罗门儿子羅波安即位后，由于民众反抗他的统治，不久王国分裂为南北两国。

## 圣经记载

### 王国概况

#### 統一王国时期
根据圣经《撒母耳记上》记载，因为掃羅王不顺从神，其做王时间被缩短，亦失去王位继承权。上帝拣选大卫取而代之。扫罗做王四十年。
圣经记载扫罗最后死在和非利士人的战争中。扫罗死前因担心王位失去，就将大卫视为仇敌。虽然扫罗的儿子约拿单（原王位繼承人）和女儿米吉都和大卫交好，并帮助大卫逃离扫罗追杀，大卫和扫罗因此曾一度和解。
圣经记载，扫罗死后，大卫家逐渐强盛。扫罗家降伏于大卫，愿意接受大卫为国王。大卫建立了强盛的以色列王国，做王約四十年。大卫的儿子所罗门继承王位，做王约四十年，期间维系了以色列王国的统一。
大约公元前1003年，以色列的第二位国王，大卫王，将都城从希伯伦迁移到耶路撒冷。大卫王对以色列周围威胁以色列的民族发动了一系列军事征服，成功击败非利士人，为以色列创造了一个安全的边境。以色列从一个王国发展成帝国，其军事和政治的影响力在中东急剧扩展，一系列小国像非利士、摩押、以东、亚扪和一些亚兰人城邦国变为以色列的附庸国。以色列疆域西到地中海，东到阿拉伯沙漠，北到幼发拉底河，南至红海。
大卫王死后，拔示巴的兒子所罗门按着上帝的旨意被膏做王。正如所罗门（意为“和平”）的名字所寓意的，在所罗门王时期，以色列享受前所未有的和平和繁荣。所罗门王大兴土木，包括第一圣殿都是在其任内修建完工。根据圣经记载，大卫王和所罗门王都和泰尔国王结盟。作为以色列向推罗割让土地的回报，大卫王和所罗门王从推罗那里获取了许多手艺人、技术精湛的工匠、钱、珠宝、黎巴嫩香柏木和其他物品。大卫王的宫殿和所罗门王修建的第一圣殿都靠推罗提供的这些资产修建，并由推罗建筑师设计。所罗门王据说重建了许多重要城市，包括米吉多、夏瑣、基色。这三个城市的遗址都已经被发掘，一些学者认为这些遗址中的一些建筑，像六室门和方石宫殿，是所罗门王修建的。但是，之后随着米吉多遗址进一步的发掘，一些学者认为城门是所罗门王之后更晚修建的。考古学家伊加尔·雅丁认为，曾经被认为是所罗门王修建的马厩其实是公元前9世纪北国亚哈时期修建的。

#### 王国分裂

以色列王國與猶大王國

北部十個支派形成新的以色列王國（即北國，公元前931年至前722年），首都在撒馬利亞。南部兩個支派形成猶大王國（即南國，公元前931年至前586年），首都在耶路撒冷。

### 君主
| 王       | 年限 | 作王年期               | 參考聖經                  | 備註       |
| -------- | ---- | ---------------------- | ------------------------- | ---------- |
| 掃羅     | 40年 | 公元前1050年至前1012年 | 撒上11:15                 |            |
| 伊施波設 | 2年  | 公元前1012年至前1010年 | 撒下2:8                   | 掃羅之子   |
| 大衛     | 40年 | 公元前1010年至前970年  | 撒下5:1、代上11:1         | 掃羅女婿   |
| 所羅門   | 40年 | 公元前970年至前931年   | 王上2:12、代上29:28       | 大衛之子   |
| 羅波安   | 18年 | 公元前931年至前913年   | 王上 14:21；歷代志下12:13 | 所羅門之子 |

## 参見
- 犹太君主列表
- 以色列十二支派
- 以色列王国 (后期)、失踪的以色列十支派
- 猶大王國
- 迦南